# Грей, Генри, 1-й герцог Саффолк
Генри Грей, 3-й маркиз Дорсет (англ. Henry Grey, 3rd Marquess of Dorset; с 1551 года — 1-й герцог Саффолк (англ. 1st Duke of Suffolk); 17 января 1517 — 23 февраля 1554) — английский дворянин, государственный деятель при Тюдорах. Отец Катерины, Марии и леди Джейн Грей, известной как «Девятидневная королева».

## Биография

### Семья и жизнь при дворе
Генри Грей происходил из древнего рода, обладавшего такими титулами, как барон Феррерс, Грей из Гроуби, Эстли, Бонвилл и Харрингтон, а также был в родстве с королевской семьёй. Его дед, Томас, 1-й маркиз Дорсет, сын Элизабет Вудвилл, был единоутробным братом матери Генриха VIII, Елизаветы Йоркской. Генри Грей был старшим сыном в семье Томаса Грея, 2-го маркиза Дорсета, и его второй жены, Маргарет Уоттон. Рос и воспитывался он в доме Генри Фицроя, незаконнорожденного сына короля Генриха. К его услугам были предоставлены лучшие учителя и наставники, благодаря которым Грей получил блестящее образование.
В октябре 1530 года Томас Грей умер, и его сын унаследовал титул маркиза Дорсета. Душеприказчиками Томаса Грея были Уильям Фицалан, граф Арундел и Чарльз Брэндон, герцог Саффолк. Согласно воле отца, Генри был помолвлен (и, вероятно, состоял в браке) с Кэтрин Фицалан, дочерью графа Арундела, который благодаря этой помолвке получил опекунство над Греем. Однако Дорсет в одностороннем порядке расторг брачное соглашение с Кэтрин Фицалан (неизвестно, добровольно или под чьим-то давлением), вследствие чего ему предстояло выплатить штраф в размере 4 тыс. марок. Его поступок объяснялся тем, что он намеревался сделать более выгодную партию: взять в жёны леди Фрэнсис Брэндон, дочь герцога Саффолка, и Марии Тюдор, сестры короля Генриха VIII, и, тем самым, укрепить родственные узы с королевской семьёй.
Но на тот момент он ещё находился под опекой своей матери, которая управляла владениями Дорсета до его совершеннолетия. Расценив подобное своеволие как проявление неуважения, и, опасаясь, что не справится с такими огромными финансовыми тратами, вдовствующая маркиза попыталась ограничить выплату денежного содержания для Дорсета. Герцог Саффолк написал маркизе письмо, предлагая не только брачный союз между своей дочерью и её сыном, но и передачу ему прав опеки над Дорсетом и управления его имуществом на весь оставшийся период его несовершеннолетия. Предложение Саффолка поддержал сам король, и она была вынуждена согласиться, но при условии, что пока Дорсет не достигнет совершеннолетия, содержание молодой пары герцог возьмёт на себя. Со своей стороны семейство Греев согласилось взять за Фрэнсис не особо большое приданое. Соглашения по брачному договору были достигнуты 24 мая 1533 года. Генри Грей и леди Фрэнсис Брэндон обвенчались с позволения Генриха VIII, и вскоре Мария Тюдор с дочерью покинули Лондон, а Саффолк и Дорсет остались в столице для подготовки к коронации второй супруги Генриха — Анны Болейн. Накануне церемонии Дорсет прислуживал королю во время торжественного обеда в Тауэре, а затем вместе с ещё несколькими дворянами прошёл обряд посвящения в рыцари Бани.
После свадьбы супруги жили в поместье Брадгейт в Лестершире. Помимо двух детей, умерших в младенчестве, у них родились три дочери: Джейн, Катерина и Мария. Как близкие родственницы короля, леди Фрэнсис и её дочери были включены в линию наследников трона Англии, согласно завещанию Генриха VIII от декабря 1546 года. Вплоть до смерти Генриха VIII в 1547 году Дорсет довольно часто бывал при дворе. Как один из пэров королевства он принимал участие в крестинах принцессы Елизаветы, вместе с женой шествовал в траурной процессии на похоронах королевы Джейн Сеймур, присутствовал на официальной встрече короля и его четвёртой жены Анны Клевской, дважды участвовал в церемонии открытия парламента, а также был в числе военачальников в кампании 1545 года во Франции. Его участие в военных кампаниях против Франции не ознаменовалось какими-либо громкими успехами. Несмотря на покровительство герцога Саффолка, он не стремился к военной карьере.
Современники отзывались о Дорсете как о «прославленном и всеми любимом благородном джентльмене», «с хорошим образованием и большого ума», восхищаясь его образованностью и покровительством учёным. Он прослыл щедрым и гостеприимным хозяином. Однако будучи богатым человеком, женатым на женщине из королевской семьи, ему не нужно было прилагать особых усилий для поддержания своего статуса. Он был честолюбив и тщеславен, гордясь своим родством с королевской семьёй. Один из богословов, с которыми Дорсет любил переписываться, сетовал, что, невзирая на свои достоинства, маркиз был чрезвычайно падок на лесть и весьма доволен, когда его величали «принцем». Он предпочитал проводить время за чтением или же в компании друзей, охотясь и играя в карты. При исполнении налагаемых на него обязанностей он не проявлял должного рвения и не имел особой поддержки при королевском дворе. Хотя герцог Саффолк ежегодно выдвигал его кандидатуру на посвящение в почётный орден Подвязки, Генрих VIII так и не выбрал его.  Маркиз Дорсет был избран для возведения в рыцари ордена Подвязки только после смерти Генриха, за два дня до коронации его наследника Эдуарда VI. Во время церемонии Дорсет вместе с Генри, герцогом Саффолком, помогали юному королю нести скипетр и державу.

### Политика и религия

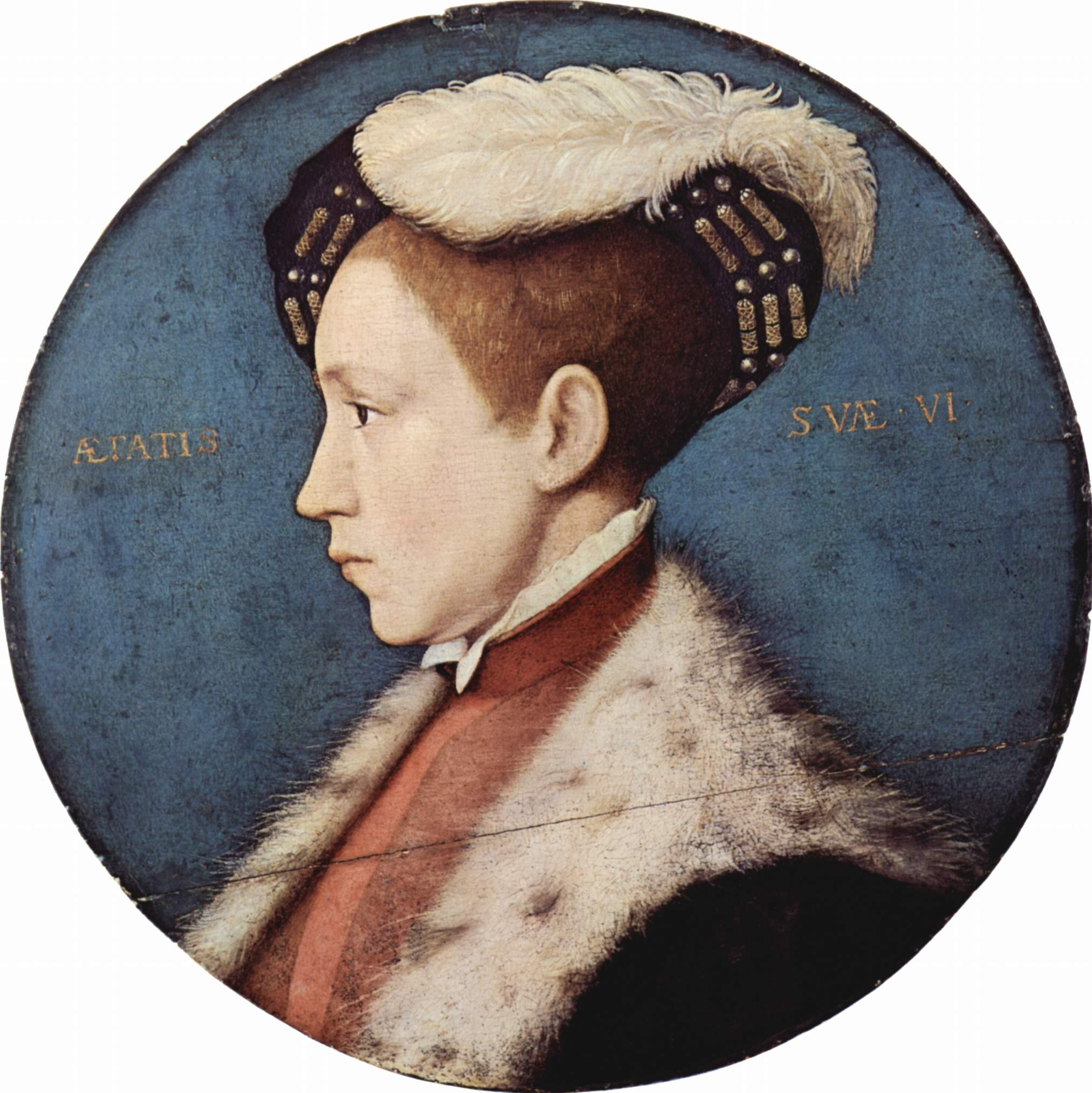
Король Эдуард VI; миниатюра работы неизвестного художника, предположительно Скротс, Уильям, после 1543 года

Ещё в конце 1530-х годов религиозно-политические разногласия разделили власть имущих на три партии: ярых приверженцев возврата к католичеству (они составляли меньшинство), сторонников реформ Генриха VIII, то есть тех, кто приветствовал «католицизм без папы», оставаясь по сути консерваторами, и последователей протестантизма (или евангелизма, как это направление называли в Англии), которых время от времени подвергали гонениям как еретиков. С восшествием на трон сына Генриха, Эдуарда VI, церковь в Англии стала целиком реформистской. Регентский совет (шестнадцать душеприказчиков, названных в завещании Генриха VIII) при малолетнем короле большей частью состоял из убеждённых протестантов, и возглавлял его Эдуард Сеймур, незадолго до коронации избранный лордом-протектором королевства и пожалованный титулом герцога Сомерсета.
Новая религия заинтересовала многих, в том числе и Дорсета, который впоследствии прослыл наиболее радикально настроенным евангелистом и активно продвигал реформаторские нововведения. Он вёл переписку со многими последователями протестантизма, в частности со швейцарским реформатором Генрихом Буллингером, который в 1551 году посвятил ему один из своих трудов. Кроме того, дочери маркиза были воспитаны как протестантки, и он также тщательно следил за их образованием. Дорсет славился своей любовью к учёности, а взросление Джейн, Катерины и Марии пришлось на тот период, когда идея женского образования поддерживалась и всячески поощрялась. Вместе с женой они были нацелены на то, чтобы их дочери получили возможность в полной мере развить как практические, так и интеллектуальные способности на высшем уровне. Маркиз лично нанимал для них учителей, выбирая из тех, кому оказывал покровительство. Среди них был первый наставник его старшей дочери Джейн, англиканский священник и учёный Джон Эйлмер, которому Дорсет оплатил курс обучения в Кембриджском университете.
Именно с помощью дочерей, используя их близкое родство с Тюдорами и их статус наследниц престола, Дорсет рассчитывал упрочить своё влияние на государственные дела. Особые надежды были возложены на леди Джейн. После смерти короля Генриха власть сосредоточилась в руках лорда-протектора Сомерсета, с которым у Дорсета были натянутые отношения. Пренебрежение Сомерсета стало заметным, когда Уильяму Парру был присвоен титул маркиза Нортгемптона (поговаривали, что это было сделано не столько, чтобы поощрить Парра, сколько задеть Дорсета, который до сего момента был единственным маркизом в Англии). Чтобы ещё сильнее принизить Дорсета, Сомерсет не включил его в состав Тайного совета, в отличие от Нортхэмптона. Однако маркиз был не единственным, кто возмущался единоличным правлением Сомерсета от имени юного короля. В этом с ним был солидарен младший брат лорда-протектора Томас Сеймур, обратившийся к Дорсету через своего слугу Харрингтона с предложением сосватать леди Джейн за Эдуарда, заявляя, что сможет уговорить своего племянника-короля согласиться на этот брак. Сам Сеймур рассчитывал посредством этой аферы уменьшить влияние Сомерсета на Эдуарда, Дорсет же желал поквитаться с лордом-протектором за нанесённые оскорбления. Надеясь, что Сеймур в будущем поспособствует его назначению на выгодные должности, а Джейн впоследствии может стать королевой Англии, он после личной встречи с Сеймуром дал согласие.
Однако менее чем через год Томас Сеймур был арестован: ему вменяли в вину, что он якобы планировал похитить короля и принцессу Елизавету, чтобы организовать брак Эдуарда с леди Джейн и свой собственный с Елизаветой. Его намерения сочли равносильными государственной измене, поскольку членам королевской семьи не дозволялось вступать в брак без разрешения монарха или Тайного совета. Дорсет был вызван в Тайный совет для допроса, и ему удалось отвести от себя подозрения в соучастии, предложив Джейн в качестве невесты для сына Сомерсета, Эдуарда, графа Хартфорда. В итоге 20 марта 1549 года Томас Сеймур был казнён, а через полгода лишился власти и регент Сомерсет. Его место занял Джон Дадли, граф Уорик (позднее герцог Нортумберленд), использовавший для свержения Сомерсета поддержку консерваторов. Но устранив регента, Дадли объединился с группой придворных, ратовавших за реформы, и Дорсет не замедлил примкнуть к его окружению. Остававшиеся в королевском совете консерваторы были изгнаны, а Дорсет и его соратники маркиз Нортхэмптон и граф Пембрук стали наиболее влиятельными фигурами при новом регенте Дадли. В декабре 1549 года маркиз Дорсет стал членом Тайного совета, получил ещё несколько выгодных должностей (он был назначен королевским стюардом и констеблем замка Лестер), а также владения в Лестершире, Ратленде, Уорикшире, Ноттингемшире и герцогстве Ланкастерском. Более того, теперь он входил в круг приближённых короля и мог общаться с ним без посредников. В 1551 году после смерти братьев леди Фрэнсис — Генри и Чарльза — ввиду отсутствия наследников мужского пола титул герцога Саффолка был передан Генри Грею.

### Борьба за власть и опала

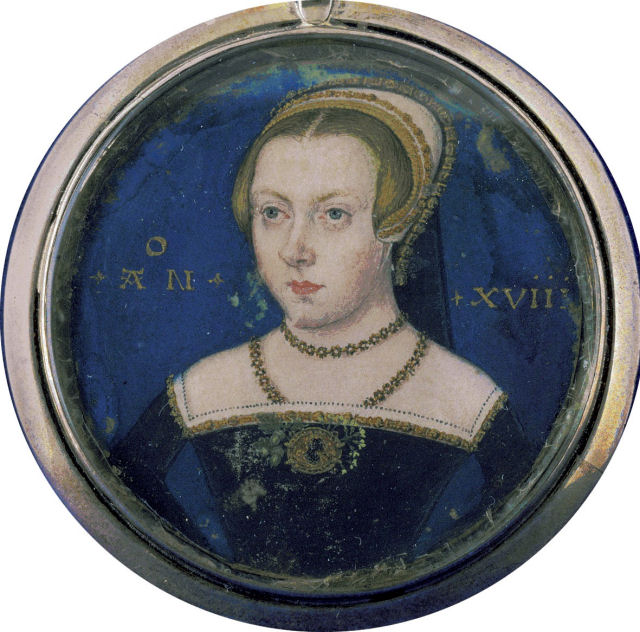
Предполагаемый портрет леди Джейн Грей; миниатюра работы Левины Теерлинк, около 1550 года

Для укрепления союзнических связей герцог Нортумберленд выдвинул предложение о брачных альянсах между детьми своих сторонников. Саффолк не высказывал ничего определённого относительно предполагаемой помолвки Джейн с Хартфордом, а после казни Сомерсета в 1552 году Хартфорд был лишён титулов и состояния, и его кандидатура уже не рассматривалась. Саффолк же полагал, что теперь у него достаточно влияния, чтобы самостоятельно устроить брак Джейн с королём. Но в начале 1553 года король тяжело заболел, и хотя время от времени его состояние улучшалось, он начал составлять завещание. Следующей в очереди на трон по условиям Акта о престолонаследии от 1543 года и завещания Генриха VIII была леди Мария, мечтавшая возродить католицизм в Англии, чего так опасались Дадли и его сторонники. В свою очередь Эдуард подготовил собственный проект о престолонаследии: он исключил из линии наследования и Марию, и Елизавету, а также претендентов от дома Стюартов, обозначив в качестве наследников сыновей, которые могли родиться у Фрэнсис Грей, её дочерей или их родственницы Маргарет Клиффорд. Если же он умрёт до появления на свет этих гипотетических сыновей, то Фрэнсис назначалась правительницей до того времени, пока не будет рождён мальчик. И всё же это было ненадёжным решением в плане преемственности: из указанных наследниц только Фрэнсис Грей была замужем, но состояние её здоровья не позволяло надеяться, что она сможет родить ребёнка.
Тогда, дабы воспрепятствовать приходу к власти Марии и сохранить своё влияние и могущество, Нортумберленд приступил к организации брачных альянсов. Он предложил супругам Грей выдать Джейн замуж за его младшего сына, Гилфорда, убедив их, что это пожелание исходило от самого короля. Свадьба Джейн и Гилфорда состоялась 21 мая 1553 года, а уже 28 мая, по мнению докторов, не оставалось никаких сомнений в скорой смерти короля. Эдуард тем временем вносил последние поправки в завещание, отдельно отметив, что в случае отсутствия сыновей у Фрэнсис до его смерти, трон перейдёт к леди Джейн Грей и её наследникам мужского пола. Так как Фрэнсис не была беременна и у неё не было сыновей, для неё фактически исключалась возможность стать правительницей или вообще претендовать на престол, который прямиком переходил к Джейн. Саффолк был возмущён тем, что его жена оказалась вне линии наследования, подозревая, что Нортумберленд намеревался править от имени Гилфорда. Однако теперь, утратив контроль над ситуацией, он уже не мог противостоять Нортумберленду.
Эдуард VI умер 6 июля, и через два дня Нортумберленд объявил Джейн, что покойный король назвал наследницей её и её сестёр. В конце дня 10 июля Джейн Грей была официально провозглашена королевой, и вместе с Гилфордом она перебралась в Тауэр готовиться к коронации, однако новости об этом были восприняты народом без малейшей радости. Мария, находившаяся в то время в Норфолке, заявила о законных правах на трон и двинулась к Лондону, по пути собирая армию из своих сторонников. Поначалу Джейн собиралась отправить своего отца во главе армии, чтобы перехватить Марию (согласно другим источникам, она наоборот настаивала, чтобы он остался с ней), однако Саффолку с некоторых пор нездоровилось, возможно из-за чрезмерных волнений и беспокойства, и 14 июля Нортумберленд сам возглавил войско, чтобы задержать принцессу. Генри Грей с дочерью и зятем оставались в лондонском Тауэре, вокруг которого Джейн приказала выставить охрану.
В отсутствие Нортумберленда, когда стали поступать вести о том, что силы Марии растут, некоторые из членов королевского совета, среди которых были граф Пембрук и граф Арундел, приняли решение перейти на сторону принцессы. 18 июля Нортумберленд был объявлен вне закона, а 19 июля советники провозгласили Марию королевой Англии. Когда солдаты прибыли в Тауэр, Саффолк уже знал, что дело его дочери проиграно, и приказал своим людям сложить оружие. Он согласился покинуть Тауэр и подписать документ, провозглашавший королевой Марию. Затем он сообщил Джейн, что её правление окончилось, и вскоре вместе с Фрэнсис уехал в замок Бейнард, чтобы попытаться убедить Пембрука возложить вину за отстранение Марии от престола на Нортумберленда. Чуть позже, в тот же день, Джейн, Гилфорд и герцогиня Нортумберленд, остававшиеся в Тауэре, были арестованы.
Нортумберленд, получив известия о перевороте в пользу Марии, сдался, и незадолго до торжественного въезда новой королевы в Лондон, 25 июля, он вместе со своими сыновьями Амброузом и Генри был доставлен в Тауэр, где 27 июля к ним присоединился и Саффолк. Однако уже через несколько дней Саффолк получил прощение новой королевы, благодаря хлопотам жены. На аудиенции с Марией в Бьюли, графство Эссекс, Фрэнсис добилась помилования для супруга, объявив Нортумберленда зачинщиком всего произошедшего. Тем не менее Джейн по-прежнему оставалась в заточении, а Саффолк пробыл в Тауэре ещё две недели, так как из-за болезни он не мог передвигаться. Суд над Нортумберлендом был коротким, он был признан виновным в государственной измене, приговорён к смерти и 22 августа казнён на Тауэр-Хилл.

### Восстание Уайатта и казнь Генри Грея

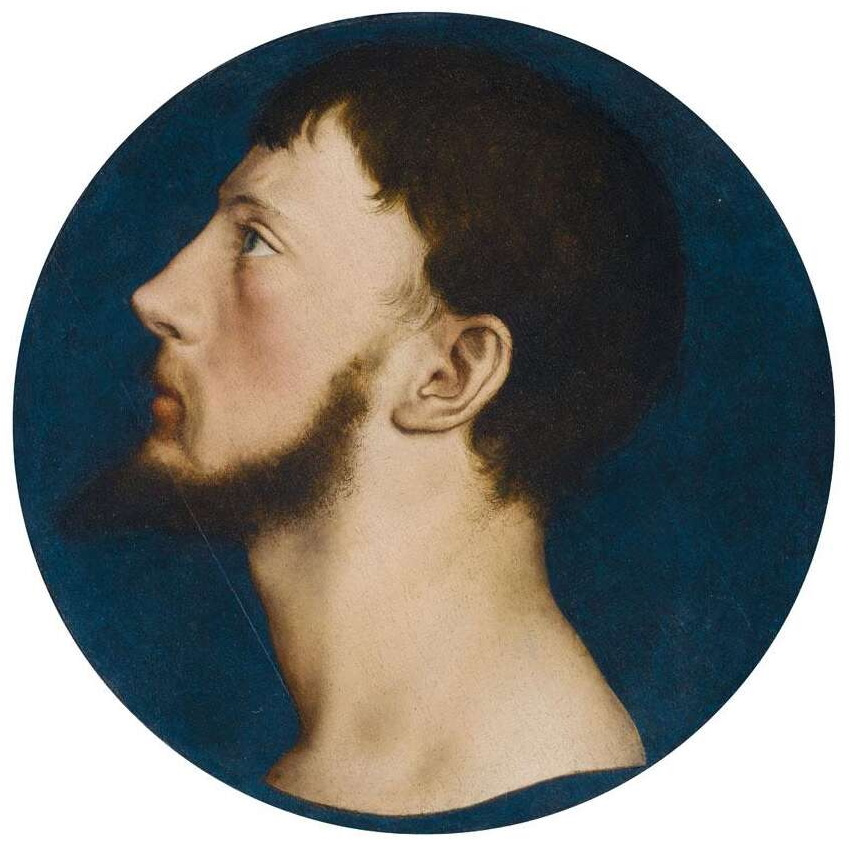
Сэр Томас Уайатт-младший; портрет работы Ганса Гольбейна-младшего, около 1540—1542 годов

Став королевой и утвердившись на троне, Мария приступила к восстановлению католицизма в королевстве и одновременно с этим озаботилась вопросом о своём браке. В обоих случаях она полагалась на советы имперского посланника Симона Ренара. По его рекомендации она проявляла осторожность, и поначалу проводимые ею преобразования были весьма умеренными и постепенными. Но уже в начале ноября парламент аннулировал все религиозные законодательные инициативы, принятые при Эдуарде VI, продвижению которых Саффолк ранее способствовал. Он был среди немногих, кто пытался предотвратить это, однако из-за начавшегося 13 ноября судебного процесса над Джейн Саффолк приостановил свои нападки. Надеясь, что Мария помилует его дочь, он воспользовался возможностью открыто заявить о вечной преданности королеве и сказал, что ей следует выйти замуж за кого она соблаговолит, даже если выбор её пал, как ходили слухи, на принца Филиппа Испанского, сына императора Карла V Габсбурга. Вероятно, Саффолк полагал, что Мария передумает относительно испанского брака вследствие петиции, представленной ей на рассмотрение 16 ноября. Под петицией стояли подписи как католиков, так и протестантов, просивших её выбрать себе мужа среди подданных королевства. Но в ходе тайной аудиенции с Ренаром Мария уже решила принять предложение принца Филиппа.
В конце 1553 года было объявлено о помолвке с принцем Филиппом Испанским. Это событие вызвало массу протестов из-за опасений, что Англия посредством этого брака будет поглощена католической империей Габсбургов. Результатом этих событий стала подготовка к заговору в январе 1554 года, целью которого было свержение королевы Марии и возведение на трон принцессы Елизаветы и предназначавшегося ей в супруги Эдварда Куртене, 1-го графа Девона, одного из многочисленных претендентов на английский трон по праву родства с Плантагенетами и Йорками. Кандидатура Джейн Грей в качестве претендентки на престол не рассматривалась, и Саффолк, примкнув к заговорщикам, руководствовался скорее религиозными принципами, нежели личными амбициями. Заговорщики планировали поднять бунт одновременно в нескольких графствах: Джеймс Крофт — в Херефордшире, Питер Кэрью — на западе королевства, сэр Томас Уайатт-младший — в Кенте. Когда новости достигли Саффолка, находившегося в то время в Суррее, он поспешил в Лестершир, намереваясь собрать отряд и присоединиться к Уайатту на подступах к Лондону. Позднее ему вменялось в вину то, что по пути к столице он призывал народ присягнуть на верность королеве Джейн, однако весь его протест заключался в неприятии предстоявшей свадьбы Марии и Филиппа. Несмотря на активные действия, мятежники не встретили всеобщей поддержки, так как их планы стали известны королеве и её совету от Эдварда Куртене, и были предприняты необходимые меры. Объявили, что королева дарует помилование каждому, кто покинет лагерь Уайатта и вернётся домой. В начале февраля 1554 года восстание было подавлено, Уайатт и его приспешники были схвачены.
Саффолк и его младший брат Джон попытались укрыться в одном из поместий в Уорикшире, однако управляющий их выдал. Они были арестованы и доставлены в Лондон, где их немедленно препроводили в Тауэр. Спустя пять дней после казни Джейн и Гилфорда, 17 февраля 1554 года, в Вестминстер-холле состоялся суд над Генри Греем, герцогом Саффолком: его обвиняли в государственной измене за то, что он начал мятеж в Лестершире с воззванием протестовать против въезда в Англию принца Филиппа Испанского, а также за то, что пытался свергнуть королеву. Все обвинения Саффолк отверг и заявил, что для пэра Англии не является изменой защита его страны от иноземцев. Однако судьи признали его виновным, он был лишён всех прав и приговорён к смертной казни. Его имущество отошло в собственность короны. Тем не менее после суда приверженцы Саффолка питали надежды, что королева пощадит его, однако 22 февраля стало известно, что казнь состоится на следующий день. В попытке спасти душу Саффолка и обратить его в католичество, Мария прислала к нему двух личных капелланов, но они ничего не добились. Последние часы Саффолк провёл за чтением трудов Генриха Буллингера.
Утром 23 февраля 1554 года герцога Саффолка вывели на Тауэр-Хилл в сопровождении одного из капелланов королевы, Хью Уэстона. Перед началом ритуалов, предшествующих казни, Уэстон прочёл проповедь, раскритиковав религиозные воззрения Саффолка. Обречённый на смерть герцог был так зол, что когда Уэстон стал подниматься по ступенькам на эшафот вслед за ним, он развернулся и оттолкнул священника. Уэстон ухватился за него, и оба упали к подножию эшафота. Завязавшуюся было потасовку, Уэстон предотвратил, прокричав, что он здесь по воле королевы Марии. Саффолк отпустил его, и успокоившись, произнёс речь, в которой признал, что оскорбил королеву и нарушил закон. Затем он осведомился у Уэстона, простила ли его королева. Тот ответил утвердительно, добавив, что королева молится за герцога. Тогда, встав на колени, Саффолк демонстративно проявил свою приверженность протестантской вере, прочтя на английском языке псалом In te Domine, speravi. Потом он снял шляпу и дублет, последний раз помолился и был обезглавлен.

## Образ в кинематографе и литературе
- В британском фильме 1936 года «Роза Тюдоров[англ.]» роль Генри Грея исполнил Майлз Маллесон.
- В исторической драме 1986 года «Леди Джейн» в роли Генри Грея — Патрик Стюарт.
- В телесериале 2022 года «Становление Елизаветы» роль Генри Грея исполнил Лео Билл.
- Генри Грей — персонаж исторических романов Алисон Уир «Трон и плаха леди Джейн» (в оригинале — Innocent Traitor) и «Опасное наследство» (англ. Dangerous Inheritance: A Novel of Tudor Rivals and the Secret of the Tower). Он также является одним из героев исторического романа Филиппы Грегори «Последняя из рода Тюдор» (англ. The Last Tudor).

## Комментарии
1. ↑  Элизабет Вудвилл в первом браке была супругой сэра Джона Грея, погибшего в 1461 году в битве при Сент-Олбансе на Войне Роз. В 1464 году леди Элизабет стала женой короля Эдуарда IV.
2. ↑  Фрэнсис Грей и её сестра Элеонора упоминались в завещании короля как матери возможных наследников английского престола в том случае, если первоочерёдные наследники Генриха — Эдуард, Мария и Елизавета — умрут бездетными. На тот момент Фрэнсис и Элеонора были достаточно молоды и способны родить сыновей, которые могли в будущем взойти на престол. При таком раскладе три дочери четы Грей тоже имели шансы на корону, но весьма зыбкие[12][13][14][15].
3. ↑  Самая большая по численности придворная группировка придерживалась в церковной политике идеологии королевской супрематии. Они признавали короля верховным главой церкви, но при этом не желали полного отхода от доктрин католичества.